# デュラン・デュラン (1993年のアルバム)
『デュラン・デュラン』(Duran Duran)は、1993年に発表されたイギリスのロックバンド、デュラン・デュランの7枚目のスタジオ・アルバム。アルバムカバーがメンバー4人の両親の結婚式の写真から作られたものであることから『ザ・ウェディング・アルバム』とも呼称されている

## 概要
前作から約4年ぶりのアルバム。ライヴエイド以降徐々に停滞していたバンドだが、本作やシングル「オーディナリー・ワールド(全米3位)」、「カム・アンダーン(全米7位)」がヒットしたことにより復活を果たした。

## 収録曲
| 全作詞・作曲: 特筆がない場合はバンド。 |                                                                                               |                        |                        |      |
| #                                      | タイトル                                                                                      | 作詞                   | 作曲・編曲             | 時間 |
| 1.                                     | 「トゥー・マッチ・インフォメーション(Too Much Information)」                                  | 特筆がない場合はバンド | 特筆がない場合はバンド | 4:56 |
| 2.                                     | 「オーディナリー・ワールド (Ordinary World)」                                                 | 特筆がない場合はバンド | 特筆がない場合はバンド | 5:39 |
| 3.                                     | 「ラヴ・ヴードゥー (Love Voodoo)」                                                            | 特筆がない場合はバンド | 特筆がない場合はバンド | 4:58 |
| 4.                                     | 「ドラウニング・マン (Drowning Man)」                                                         | 特筆がない場合はバンド | 特筆がない場合はバンド | 5:15 |
| 5.                                     | 「ショットガン (Shotgun)」                                                                    | 特筆がない場合はバンド | 特筆がない場合はバンド | 0:54 |
| 6.                                     | 「カム・アンダーン(Come Undone)」                                                             | 特筆がない場合はバンド | 特筆がない場合はバンド | 4:38 |
| 7.                                     | 「ブレス・アフター・ブレス (Breath After Breath)」(デュラン・デュラン、 ミルトン・ナシメント) | 特筆がない場合はバンド | 特筆がない場合はバンド | 4:58 |
| 8.                                     | 「U.M.F.」                                                                                    | 特筆がない場合はバンド | 特筆がない場合はバンド | 5:33 |
| 9.                                     | 「宿命の女 (Femme Fatale)」(ルー・リード)                                                     | 特筆がない場合はバンド | 特筆がない場合はバンド | 4:21 |
| 10.                                    | 「ノン・オブ・ジ・アバーヴ (None of the Above)」                                              | 特筆がない場合はバンド | 特筆がない場合はバンド | 5:19 |
| 11.                                    | 「シェルター (Shelter)」                                                                      | 特筆がない場合はバンド | 特筆がない場合はバンド | 4:25 |
| 12.                                    | 「トゥ・フーム・イット・コンサーン (To Whom It May Concern)」(ニック・ローズ作詞)             | 特筆がない場合はバンド | 特筆がない場合はバンド | 4:24 |
| 13.                                    | 「シン・オブ・ザ・シティ (Sin of the City)」                                                  | 特筆がない場合はバンド | 特筆がない場合はバンド | 7:14 |

| #  | タイトル                                                                      | 作詞 | 作曲・編曲 | 時間 |
| -- | ----------------------------------------------------------------------------- | ---- | ---------- | ---- |
| 1. | 「タイム・フォー・テンプテーション (Time for Temptation)」(alternate version) |      |            | 3:46 |
| 2. | 「ストップ・デッド (Stop Dead)」(edit)                                        |      |            | 3:52 |

## チャート成績
| チャート（1993年）               | 最高順位 |
| -------------------------------- | -------- |
| イギリス（全英アルバムチャート） | 4        |